# Jan Hendrik Valckenier Kips
Jan Hendrik Valckenier Kips ('s-Gravenhage, 4 september 1862 – Lochem, 3 februari 1942) was een hoogleraar, staatstheoreticus en publicist. In een tijdschriftenartikel uit 1908 wijtte hij de ellendige staatkundige toestand in Nederland aan het parlementaire stelsel en het te ruime kiesrecht. In 1909 werd hij benoemd tot hoogleraar in de staatswetenschappen aan de Technische Hogeschool in Delft. In zijn inaugurele rede gaf hij blijk van staatsverafgoding. In 1932 ging hij met emeritaat. Met zijn denkbeelden beïnvloedde hij de student Anton Mussert, die later de Nationaal-Socialistische Beweging in Nederland zou stichten. Valckenier Kips was tot 1937 lid van de NSB, maar wisselde in 1937 naar het Zwart Front van Arnold Meijer.